# Atlanta Open 2024
Atlanta Open 2024 a fost un turneu profesionist de tenis care s-a jucat pe terenuri dure. A fost cea de-a 36-a ediție a turneului și a făcut parte din circuitul ATP 2024. A avut loc la Atlantic Station din Atlanta, Statele Unite ale Americii, între 22 și 28 iulie 2024.

## Campioni

### Simplu
Pentru mai multe informații consultați Atlanta Open 2024 – Simplu

### Dublu
Pentru mai multe informații consultați Atlanta Open 2024 – Dublu

## Puncte și premii în bani

### Distribuția punctelor
| Probă  | Câștigător | Finalist | Semifinalist | Sfertfinalist | Runda 2 | Runda 1 | Q   | Q2  | Q1  |
| Simplu | 250        | 165      | 100          | 50            | 25      | 0       | 13  | 7   | 0   |
| Dublu  | 250        | 150      | 90           | 45            | 20      | 0       | N/A | N/A | N/A |

### Premii în bani
| Probă  | Câștigător | Finalist | Semifinalist | Sfertfinalist | Runda 2 | Runda 1 | Q2     | Q1     |
| Simplu | $114,970   | $67,070  | $39,435      | $22,850       | $13,270 | $8,110  | $4,055 | $2,210 |
| Dublu* | $39,950    | $21,380  | $12,530      | $7,000        | $4,130  | N/A     | N/A    | N/A    |

*per echipă